# Pen Allan Garo
Pen Allan Garo est un hameau de la commune de Plourin dans le Finistère en France, qui est principalement connu pour avoir été la résidence de personnalités historiques telles que René Lannuzel (missionnaire en Nouvelle-Zélande), Michel Rioualen et Bertie Joyce (soldat de la Royal Air Force). Aujourd'hui, le domaine de Pen Allan Garo est également connu comme l'une des attractions touristiques du Pays de Léon. 

## Toponyme et variations du nom
Le nom Pen Allan Garo combine plusieurs éléments descriptifs. Pen désigne un sommet ou une extrémité en breton, tandis que Allan pourrait être une variation de al lann signifiant la lande. L’ajout de Garo souligne l’association avec la famille Garo, qui a habité le domaine et ses alentours (notamment Kerradec/Keradec) au XVIIIᵉ siècle. Bien que le mot garo signifie en breton rugueux ou pierreux et pourrait évoquer un sol difficile à cultiver, il est plus probable que cette appellation fasse référence à la famille elle-même. Ce nom aurait été ajouté pour différencier cette ferme d’un autre lieu-dit voisin, Pen Al Lan, situé à moins de 5 km – ou de certains autres domaines portant des noms similaires au Finistère : Pen Al Lan Bras par exemple.
Le domaine est très souvent orthographié de différentes manières (volontairement avec l'évolution historique du nom ou par erreur) notamment: Penn Ar Garo, Penn Al Lann Garo, Pen Allan Garo, Pen-al-Lan, Pen Al Lan Garo, Pen-al-Lann, Pen An Alle, Penallan, Penalan, Pen Al Lann Garo et Pen Allan Avo.

## Géographie
Pen Allan Garo est situé dans une région agricole typique du Léon, où se trouvait autrefois Saint-Charles, proche du bourg de Plourin et s’intègre dans un paysage morcelé, composé de parcelles cultivées et de talus bocagers. Les fermes voisines, comme Keradec Bras, Keradec Névez, Kervoulouarn, et Kerguen, illustrent un tissu agricole dense où chaque lieu-dit était historiquement exploité pour maximiser les ressources disponibles,.

## Histoire
Pen Allan Garo en tant que domaine agricole existe au moins depuis le début du XXVIIIe siècle. L'une de ses bâtisses, un four à pain, est même estimé datant de la fin du XVIe siècle. Le lieu-dit était simplement nommé Pen Allan (ou Penallan) puis progressivement voit apparaitre la particule Garo au nom, en référence à la famille Garo qui a longtemps été propriétaire du domaine et de ses alentours, y résidant et l'exploitant en tant que cultivateurs,. Olivier Garo décède notamment au domaine le 3 Mai 1741.
Le missionnaire René Lannuzel qui s'installe plus tard à Opotiki en Nouvelle-Zélande, est né et a grandi à Pen Allan Garo. Il continue de rendre visite à sa famille à plusieurs reprises pendant son parcours de prêtre,,.
Le pilote Bertie Joyce, engagé auprès de la Royal Air Force pendant la Seconde Guerre Mondiale, se réfugie à Pen Allan Garo après le crash de son avion aux alentours du domaine,.
Aujourd'hui Pen Allan Garo compte parmi les rares domaines agricoles dans un état de conservation exceptionnel dans le Finistère. La quasi totalité des bâtiments d'époque ont été restaurés et préservés (un lavoir, un puits, un four à pain, deux Kraou bâtiments pour animaux et une bâtisse principale). C'est l'un des rares domaines agricoles historiques datant d'avant le XXVIIIe siècle qui subsistent et qui soient accessibles au grand public. Le domaine connait en effet une nouvelle vie en tant que gîtes touristiques depuis 2005,.